# شهرستان بهبهان
شهرستان بهبهان یکی از شهرستان‌های استان خوزستان است که مرکز آن، شهر بهبهان است. شهرت بهبهان به خاطر لایه‌های گازی زیر زمینی و مناطق نفت خیز، زمین‌های وسیع کشاورزی و فراورده‌های لبنی مرغوب است. شهرستان بهبهان از طرف شمال و شمال شرقی به استان کهگیلویه و بویراحمد و از جنوب به استان بوشهر محدود می‌شود. شهرستان بهبهان کنونی تقریباً منطبق با استان اَرَّگان تاریخی است.

## مردم و زبان
مردم شهر بهبهان به زبان بهبهانی و لری سخن می‌گویند که در شهر بهبهان زندگی می‌کنند.در شهرستان زبان لری میان تمامی بخش‌ها و روستانشینان بهبهان رایج است. معروف است که شهروندان قدیم بهبهانی اصلیتی یهودی دارند.

## تقسیم‌بندی کشوری
تقسیم‌بندی کشوری این شهرستان، بنابرآنچه در نتایج آمارگیری سرشماری سال ۱۳۹۵ کل کشور آمده است، بر حسب بخش، شهر، دهستان و روستا به شرح زیر است:

### بخش‌ها
- بخش مرکزی شهرستان بهبهان
- بخش زیدون
- بخش تشان

### شهرها
- سردشت
- بهبهان
- تشان
- منصوریه

### دهستان‌ها
- دهستان تشان شرقی
- دهستان تشان غربی
- دهستان حومه (مرکزی)
- دهستان درونک (زیدون)
- دهستان دودانگه (مرکزی)
- دهستان سردشت (زیدون)

## ویژگی‌های طبیعی
در استان مرکزی شمال دشت بهبهان، رشته کوه خائیز که بلندترین نقطه آن یک‌هزار و ۸۸۵ متر بر فراز تنگ شیخ و کوه حاتم با ارتفاع بیش از ۲ هزار و ۱۰۰متر قرار دارد؛ در جنوب این دشت پازنان و دریزه‌کوه با حداکثر ارتفاع ۶۰۰ متر در غرب آل‌کوه و زرد با ارتفاع حداکثر ۷۸۵ متر و در شرق کوه رمه‌چر (احمد و محمد) با حداکثر ارتفاع ۷۰۰ متر واقع شده است؛ شاید بتوان رمز موجودیت و حیات شهر بهبهان با دیرینه تاریخی‌اش را در دو شریان طرفین آن یعنی مارون و خیرآباد جستجو کرد.

### پوشش گیاهی
بهبهان یکی از سبزترین شهرهای استان خوزستان به‌شمار می‌رود که از این دید در میان دیگر شهرستان‌ها از جایگاه بالایی برخوردار است ولی تا رسیدن به استاندارد جهانی (۲۴ متر مربع) راه درازی در پیش دارد. نرگس و آفتابگردان و بابونه و محمدی و… ازجمله گل‌های زیبایی هستند که در این خطه سر سبز از دشت خوزستان یافت می‌شوند. همچنین صیفی جات و مرکباتی همچون نارنج- زردآلو- انگور- سیب ترش- توت- زیتون و… به وفور در بهبهان به چشم می‌خورد و زیبایی خاصی را به این منطقه بخشیده است. اگر بخواهیم به‌طوری کلی انواع پوشش گیاهی شهرستان بهبهان را نام ببرید می‌توان به موارد زیر اشاره کرد:
1. درختی:بادام کوهی، کُنار، کَهور، اکالیپتوس ریا، نخل، گز شاهی، سمر گیشدر
2. درختچه: گون، کهورک، رملیک خرزهره، پنج انگشت، انجیر و…
3. علوفه‌ای: تاج خروسی سفید، موتر، نوعی آفتاب‌پرست، گنجی، علف شور، کاهوسا، خارینه، هندوانه ابوجهل، رعنای زیبا، آرمک فریضون، منقار لک لکی، گون گل سفید، سداب، کوه فار، قیچ، تمامه و…

## سدهای احداثی شهرستان
بهبهان به‌دلیل موقعیت خاص جغرافیایی و طبیعی که دارد دارای سدهای متعددی می‌باشد که همگی در شمال شهرستان احداث شده است و یکی از جاذبه‌های گردشگری و طبیعی این شهرستان می‌باشند. مانند:
- سد تنظیمی آریوبرزن
- سد انحرافی شهدا
- سد بزرگ مارون

## حیات وحش و مناطق طبیعی بهبهان
شهرستان بهبهان به علت واقع شدن در دشت و مجاورت با ارتفاعات رشته کوه زاگرس و بنادر جنوبی ایران و نیز واقع شدن در گذرگاه چهار استان و برخورداری از رودخانه‌های پرآب مارون و خیرآباد و زهره دارای موقعیت خاص و مناطق ویژه‌ای است؛ این مناطق تحت نظارت مستمر پرسنل زحمتکش ادارهٔ حفاظت محیط زیست شهرستان بهبهان بوده تا بستر مناسبی به‌منظور حفاظت و ادامهٔ حیات و بالندگی محیط زیست شهرستان به‌وجود آید. در این مناطق بکر و زیبا گونه‌های مختلفی از حیوانات و پرندگان حمایت شده از قبیل پلنگ، کاراکال، گربه جنگلی، گراز، کفتار، گرگ، شغال، روباه، سمور سنگی، شنگ، رودک عسل خوار، کبک، تیهو، دراج، زنبورخوار، کل و بز و … دیده می‌شود. در گذشته نیز قوچ و میش و همچنین آهو نیز در دشت‌ها و تپه ماهورها به وفور یافت می‌شد ولی اکنون متأسفانه به‌دلیل تخریب زیستگاه‌ها، آتش‌سوزی و شکار بی‌رویه دیگر دیده نمی‌شوند.

## منطقه گردشگری تنگ‌تکاب بهبهان
این روستا در ۲۰ کیلومتری شمال شهرستان بهبهان، نواحی اطراف کارخانهٔ سیمان و در نزدیکی سد بزرگ مارون، در دامنهٔ کوه تنگ‌تکاب واقع شده است که به‌طور کامل بر شهر بهبهان و رودخانهٔ مارون که در پای آن جریان دارد مسلط بوده، مخصوصاً در شب چشم‌انداز شهر بسیار دیدنی است. باغ‌های انبوهی در دامنه کوه واقع شده‌اند و هرکدام دارای چشمه و استخر است؛ کوهستانی بودن، وجود مناظر زیبای طبیعی و دور بودن از هیاهوی شهر باعث شده است تا در همهٔ فصول سال علاقه‌مندان زیادی برای تفریح و استراحت به این منطقه بیایند.
همچنین کوهستانی بودن منطقه به دوستداران کوهنوردی و صخره‌نوردی امکان پرداختن به این ورزش مفید را می‌دهد؛ علاوه بر این از قلعه‌های به جای مانده که به حسن صباح نسبت داده می‌شوند و آن طور که در کتاب خداوند الموت آمده یکی از معاونان حسن صباح در این قلعه بر منطقه‌های خوزستان و فارس و کهگیلویه و بویراحمد نظارت می‌کرده است.

## منطقه گردشگری خاییز
این روستا در شمال شرقی بهبهان در دامنه کوه خاییز و با فاصله حدود ۲۲ کیلومتری از شهرستان واقع شده است. روستا خاییز دارای تاریخچه طولانی از دوران پادشاهان ساسانی است و آثار آن عبارتند از: سنگ‌چینی‌های راه شاهی و همچنین سه آسیاب واقع در دهانه تنگ خاییز که رونق منطقه را تا قرون گذشته یعنی تا دوره‌های اسلامی می‌رساند. جاذبه‌های گردشگری روستای خاییز عبارتند از، امکان انجام فعالیت کوهنوردی، وجود گونه‌های جانوری در محیط کوهستان و وجود چشمهٔ آب خاییز که از تنگ خاییز سرچشمه می‌گیرد. مهم‌ترین عامل جذب گردشگران این منطقه، زیارتگاه امامزاده محمد است؛ این روستا در طول سال در ماه‌های اسفند تا اوایل خرداد دارای شرایط آب و هوایی بسیار مناسبی است و سرسبزی منطقه در این اوقات شرایط مناسبی برای تفریح خانوادگی و فردی همشهریان را فراهم می‌کند.

## منطقه گردشگری پشکر

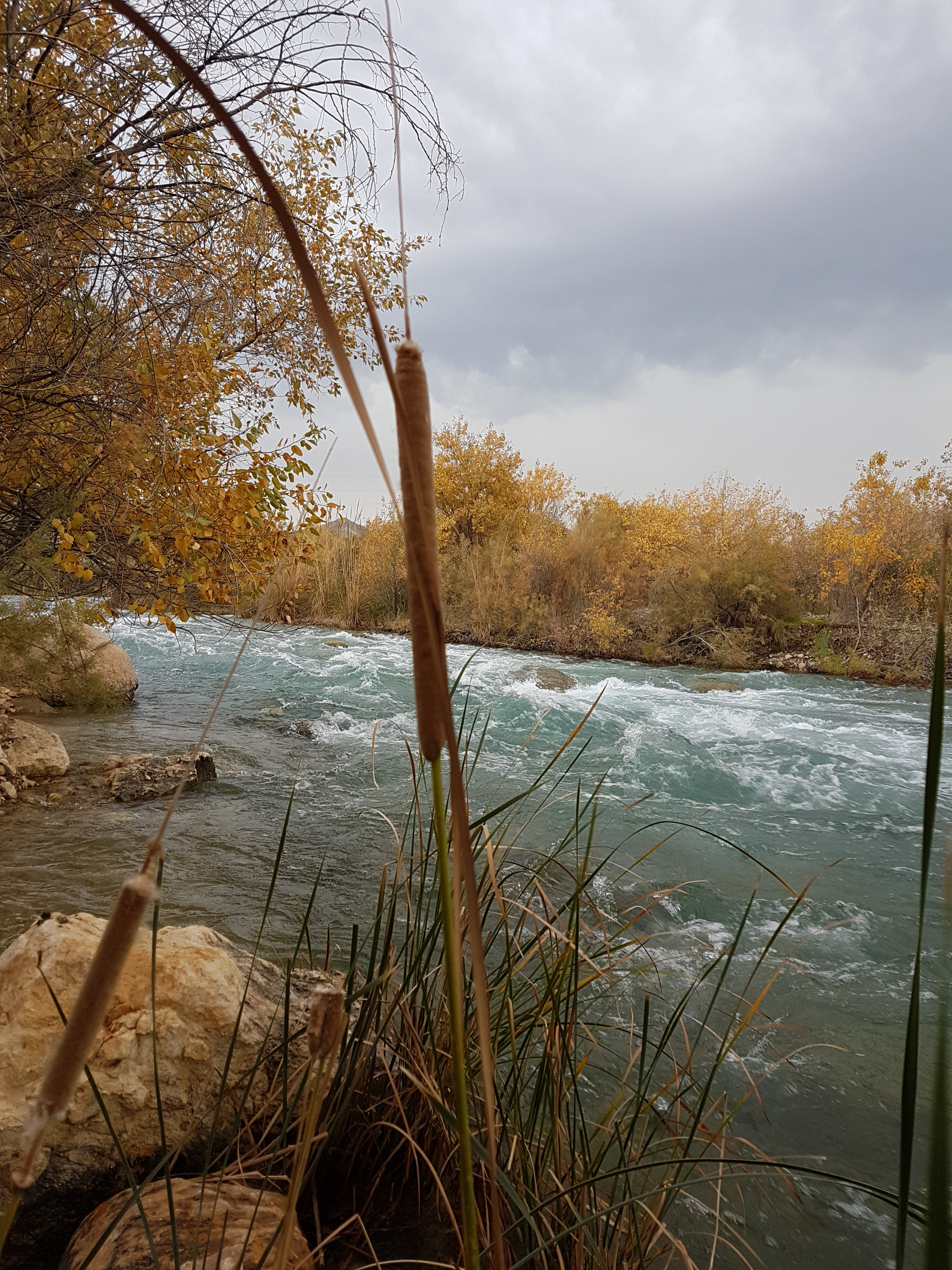
بیشه‌های رودخانه مارون، بهبهان

این روستا در شمال بهبهان و در نزدیکی سد بزرگ مارون در پای یکی از کوه‌های رشته کوه تنگ‌تکاب، میان کوه و دره‌ای به عمق ۴۰ متر که رودخانهٔ خروشان مارون در آن می‌گذرد، قرار دارد؛ در این روستا، باغ‌هایی از درختان لیمو و نخل و نارنج در دو بخش شرقی و غربی وجود دارد؛ همچنین در فاصله میان روستا و باغ‌های غربی حدود ۲۰۰ متر تپه‌هایی وجود دارند که در ماه‌های پرباران سال از چمن و گل پوشیده می‌شوند؛ خانه‌های روستا گلی و قدیمی هستند و بافت قدیمی‌آن پلکانی شکل و زیبا و با وجود غیرمسکونی بودن هنوز قابل استفاده هستند.
روستای پشکر از دوطرف توسط دوسداحاطه شده است. از طرفی سدبزرگ مارون و از طرف دیگر توسط سد تنظیمی آریوبرزن که ساخت این سد هنوزبه اتمام نرسیده است.

## نرگس زار بهبهان
بهبهان؛ یکی از قدیمی‌ترین نرگس‌زارهای طبیعی ایران در شهرستان بهبهان است که قدمت آن به قبل از میلاد مسیح بازمی‌گردد که از دیرباز تاکنون این گل را منتسب به این شهرستان می‌دانند.
نرگس‌زار بهبهان هم‌اکنون نیز ازجمله مناطق مهم و باسابقه رویش و پرورش گل نرگس بوده و از نرگس‌زارهای طبیعی و معروف ایران محسوب می‌شود. بهبهان پر از نرگس‌هایی است که در گرمای ملایم پاییز و زمستان این منطقه آماده برداشت می‌شوند.
انبوه گل نرگس در بهبهان به قدری زیاد بوده که رنگ یکپارچه و طلایی گل نرگس از دور آشکار بوده و بوی عطرآگین آنها به مشام هر رهگذری می‌رسد.
گل دهی نرگس همه ساله از نیمه دوم سال آغاز و تا پایان بهمن و گاهی نیز نیمه اول اسفند در بهبهان ادامه دارد. در نرگس زارهای بهبهان چهار نوع گل نرگس شناسایی شده که نرگس «شهلا» وسعت بیشتری را در این مناطق به خود اختصاص داده است.

## کشاورزی و دامداری
این شهرستان به‌دلیل شرایط خاص و مناسب آب و هوایی و وجود رودخانه‌های مارون و خیرآباد و همچنین داشتن خاک قابل کشت و حاصلخیز، امکانات مساعدی را برای گسترش بخش کشاورزی فراهم کرده است. انواع محصولات کشاورزی، غذایی و محصولات کشاورزی صنعتی در این منطقه به عمل می‌آید و مهم‌ترین آن‌ها عبارت اند از:گندم، جو، برنج، پنبه، چغندر قند، کنجد، بزرک، انواع صیفی جات و خرما و همچنین این شهرستان به لحاظ آب و هوای مساعد، شرایط رشد و رویشی را برای رشد تمامی محصولات یاد شده فراهم کرده است.